# 25775 Danielpeng
25775 Danielpeng è un asteroide della fascia principale. Scoperto nel 2000, presenta un'orbita caratterizzata da un semiasse maggiore pari a 2,7456974 UA e da un'eccentricità di 0,1539630, inclinata di 5,16159° rispetto all'eclittica.